# Zespół Roszpunki
Zespół Roszpunki – rzadki rodzaj niedrożności jelit wywołany trichofagią – nawykiem zjadania włosów. Nazwa zespołu pochodzi od postaci z baśni braci Grimm, długowłosej dziewczyny o imieniu Roszpunka. Trichofagia czasami jest związana z zaburzeniem polegającym na wyrywaniu sobie włosów – trichotillomanią.
Do cech zespołu Roszpunki należy:
- obecność w żołądku trichobezoaru (kuli włosów) z ogonem sięgającym jelita cienkiego lub jelita grubego,
- niedrożność jelita cienkiego lub jelita grubego,
- występowanie u osób leczonych psychiatrycznie,
- trichotillomania.

Zespół Roszpunki jest zjawiskiem rzadkim, w literaturze opisano 88 przypadków.

## Leczenie
Włosy nie są trawione w układzie pokarmowym człowieka, dlatego często konieczna jest operacja usunięcia trichobezoaru.